# Reisichsbach
Der Reisichsbach ist ein zwei Kilometer langer Bach im Gebiet der Kleinstadt Langenburg im Landkreis Schwäbisch Hall im nordöstlichen Baden-Württemberg, der etwas oberhalb des zugehörigen Weilers Oberregenbach von rechts und Ostnordosten in die mittlere Jagst mündet. Er durchläuft die Reisichsklinge.

## Geographie

### Verlauf
Der Reisichsbach entsteht etwa einen Kilometer nordnordöstlich des Weilers Atzenrod von Langenburg im Wald Hühnerbusch. Dort laufen drei allenfalls etwa hundert Meter lange, zuweilen austrocknende Quellbäche zusammen, von denen einer an einem Dränagerohr aus der offenen Flur beginnt. Der längste Ast beginnt auf etwa 472 m ü. NHN. Vereint zieht das einen halben bis zwei Meter breite Bachbett, manchmal ohne Durchfluss, in starken Mäandern bis etwa 300 Meter nach dieser Quelle ungefähr westwärts und erreicht nach einem Abschnitt in einer sumpfigen Senke den Flurrand. Anschließend läuft der Bach die nächsten etwa 400 Meter erst als schnurgerader, oft trockener Graben zwischen Feldern, unterquert dann am dortigen Wanderparkplatz die Straße von Atzenrod in den gleich nördlichen beginnenden Reisichswald und fließt wenig danach von der rechten Seite in die Reisichsklinge ein, die wenig zuvor eingesetzt hat.
Dort beginnt dann der Klingenabschnitt des Reisichsbach. Das bewaldete Kerbtal läuft südsüdwest- bis südwestwärts, neben dem wenig Wasser führenden Bach stehen manchmal Muschelkalkfelsen geringer Höhe. Anfangs stürzt der Bach mehrmals über kleine Stufen am Ende von Felsplatten hinab, später ist das Bett meist mit Blockschutt übersät, unter dem abschnittsweise der Bach verschwindet, während er an anderen Stelle kleine Seen bildet.
Nach etwa einem Kilometer Lauf im Klingenwald öffnen sich zumindest die unteren Hänge des Suhlbergs links und des Reisichsbergs rechts zu einer Wiesenflur, einige Steinriegel liegen an den Hängen, der Bach selbst wird weiterhin von einer Baumgalerie begleitet. Er mäandriert wieder etwas stärker und unterquert bald die L 1033 von Langenburg herab und danach gleich, in inzwischen künstlichem Bett, die L 1025, die auf dem Talgrund dem Fluss folgt. Wenig danach mündet der Bach auf 286,2 m ü. NHN von rechts in die mittlere Jagst, gegenüber einem Altarmrest und etwa einen halben Kilometer oberhalb des Streichwehrs und der Flussbrücke beim Langenburger Talweilers Oberregenbach.
Der Reisichsbach mündet nach etwa 2,2 km langem Lauf mit mittlerem Sohlgefälle von etwa 84 ‰ rund 186 Höhenmeter unterhalb der genannten Quelle. Der beständiger wasserführende Abschnitt in der Reisichsklinge, der wenig unter 450 m ü. NHN beginnt, ist etwa 1,5 km lang.

### Einzugsgebiet
Der Reisichsbach hat ein etwa 1,9 km² großes Einzugsgebiet, das im Naturraum der Kocher-Jagst-Ebenen liegt, der größere östliche Anteil über dem Jagsttal im Unterraum Bartenstein-Langenburger Platten der Östlichen Kocher-Jagst-Ebene, die Reisichsklinge und der unmittelbare Mündungsbereich im Unterraum Mittleres Jagsttal des Jagsttals. Der höchste Punkt erhebt sich am Ostrand auf etwas über 490 m ü. NHN im Erlesholz am Sender Langenburg.
Das Gebiet ist etwa hälftig bewaldet, der überwiegende Teil des Waldes steht rechts der Laufs auf der Hochebene, am oberen Jagsttalhang und in der oberen Reisichsklinge, er liegt hälftig in offener Flur, überwiegend linksseits des Bachlaufs auf der Hochebene, wo es fast nur Felder gibt. Das gesamte Gebiet liegt in der Stadtgemarkung von Langenburg. Die wenigen Häuser darin stehen im Erlesholz am Sender Langenburg und rechtsseits der oberen Klinge im Reisichswald an einem Schießplatz.
Reihum grenzen die Einzugsgebiet der folgenden Nachbargewässern an:
- Im Nordosten ziehen kleinere Klingenbäche zum Holderbach, der ein Stück weit abwärts des Reisichsbachs ebenfalls in die Jagst mündet;
- im Osten liegt dessen Quellgebiet;
- im Süden fließt der Schindbach etwa parallel und nun wenig oberhalb in die Jagst.

## Geologie
Auf der Hochebene im Osten und auch weit westwärts auf den beiden Talspornen beidseits der Reisichsklinge, damit auf dem größten Teil des Einzugsgebietes, liegt Lettenkeuper (Erfurt-Formation). In der Obertalmulde auf der Höhe setzt dann zwischen dem Wald Hühnerbusch und dem Waldklingeneintritt des Baches der Obere Muschelkalk ein, in dem der Bach bis fast zum unteren Waldende der Klinge verbleibt. Danach folgen am Unterhang des Jagsttales Mittlerer Muschelkalk und zuletzt auch noch Unterer Muschelkalk.
Auf der Hochebene laufen einige noch oberhalb der heute noch vorhandenen Quellast-Ursprünge einsetzende, teils recht breite holozäne Schwemmlandbänder zusammen, das vereinte endet dann am Eintritt des Baches in seine Klinge. Der Muschelkalk in dieser ist mit Hangschutt bedeckt. Der Bachauslauf hat einen schmal schon oberhalb der L 1033 von Langenburg ins untere Jagsttal einsetzenden und dann breit an den Fluss stoßenden quartären Schwemmfächer angehäuft, der die am diesseitigen Hangfuß nahende Jagst zum jenseitigen umgelenkt hat.
Rechtsseits der Klinge liegen am Oberhang im Reisichswald im Bereich des Lettenkeuper-Ausstrichs einige Dolinen, die die Verkarstung des Muschelkalks anzeigen, auf die auch schon die unbeständige Wasserführung des Baches hindeutet.

## Natur und Schutzgebiete
Die Reisichsklinge und der Einzugsgebietsanteil im Jagsttal gehören zum Landschaftsschutzgebiet Mittleres Jagsttal mit Nebentälern und angrenzenden Gebieten. Rechtsseits unmittelbar darüber schließt im Reisichswald ein Wasserschutzgebiet an.

## Tourismus
Der von Künzelsau im Westen kommende Frankenweg (Hauptwanderweg 8) des Schwäbischen Albvereins quert den Reisichsbach mündungsnahe in der Jagstaue und passiert nach einer Südschlinge über den Langenburger Bergsporn dann nahe das Reisichsbach-Quellgebiet auf der Fortsetzung nach Schrozberg im Nordosten. Eine Schlinge von dessen dort dem Jagsttal folgender Main-Neckar-Rhein-Weg (Hauptwanderweg 3) auf dem Abschnitt von Unterregenbach nach Langenburg zieht in die Reisichsklinge hinein.

### LUBW
Amtliche Online-Gewässerkarte mit passendem Ausschnitt und den hier benutzten Layern: Lauf und Einzugsgebiet des Reisichsbachs

Allgemeiner Einstieg ohne Voreinstellungen und Layer: Daten- und Kartendienst der Landesanstalt für Umwelt Baden-Württemberg (LUBW) (Hinweise)
1. 1 2 3  Höhe nach dem Höhenlinienbild auf dem Hintergrundlayer Topographische Karte.
2. ↑  Höhe nach grauer Beschriftung auf dem Hintergrundlayer Topographische Karte.
3. ↑  Länge nach dem Layer Gewässernetz (AWGN), ergänzt um ein kleines, auf der Gewässerkarte nicht berücksichtigtes Anfangsstück, das auf dem Hintergrundlayer Topographische Karte abgemessen wurde.
4. ↑  Einzugsgebiet abgemessen auf dem Hintergrundlayer Topographische Karte.
5. ↑  Länge abgemessen nach dem Layer Geschützte Biotope.
6. ↑  Natur teilweise nach dem Layer Geschützte Biotope.
7. ↑  Länge nach dem Layer Gewässernetz (AWGN).
8. ↑  Dolinen nach dem Layer Geschützte Biotope.
9. ↑  Schutzgebiete nach den einschlägigen Layern.

### Andere Belege
1. ↑  Wolf-Dieter Sick: Geographische Landesaufnahme: Die naturräumlichen Einheiten auf Blatt 162 Rothenburg o. d. Tauber. Bundesanstalt für Landeskunde, Bad Godesberg 1962. → Online-Karte (PDF; 4,7 MB)
2. ↑  Geologie nach den Layern zu Geologische Karte 1:50.000 auf: Mapserver des Landesamtes für Geologie, Rohstoffe und Bergbau (LGRB) (Hinweise)